# Mother 3
Mother 3 (マザースリー, Māzā Surī) est un jeu vidéo de rôle (RPG) développé par Brownie Brown et HAL Laboratory, et édité par Nintendo pour sa console portable la Game Boy Advance, dont l’essence trouve son origine dans l’esprit de Shigesato Itoi. Après un développement chaotique de presque 10 ans, le jeu est sorti au Japon le 20 avril 2006. Il s’agit du troisième épisode de la trilogie Mother.
Mother 3 a obtenu un 35/40 dans Famitsu. Il est souvent reconnu comme le meilleur épisode de la série Mother.
400 000 exemplaires de Mother 3 avaient été écoulés au Japon en septembre 2006.
Le jeu sort sur la console virtuelle de la Wii U le 17 décembre 2015 au Japon.

## Histoire
Si les deux précédents épisodes s’axaient résolument dans un monde évoquant l’Amérique profonde des années 1980 et 1990, Mother 3 se positionne dans un univers plus original, moins familier. L’essentiel de l’action se déroule autour du village de Tazmily, un endroit calme en plein cœur des îles de Nullepart et où tout le monde se connaît et s’entend bien, jusqu’au moment où débarque une mystérieuse armée aux intentions suspectes : l’Armée des Masqueporcs. Celle-ci se livre à d’étranges expérimentations sur la faune et la flore, et répand la haute technologie (les bienfaits de la société de consommation ?) sur son passage, pour contrôler les esprits des gens : le village uni de Tazmily va ainsi se désagréger lentement au fil de l’aventure, et voir ses habitants découvrir les concepts d’argent ou de télévision et petit à petit se replier sur eux-mêmes, voire pire. De là à y voir une manière d’exprimer la crainte d’un avenir désocialisant et contrôlé par les machines et le consumérisme, il n’y a qu’un pas.
Le jeu s'ouvre alors que Lucas et Claus, deux frères jumeaux, passent quelques jours à la montagne chez leur grand-père Alec, en compagnie de leur mère Hinawa. Pendant ce temps-là, Flint, le père de famille, est resté dans le village de Tazmily en compagnie de leur chien Boney. Au cours d'une nuit pluvieuse, après un incendie dans la forêt, Hinawa et les deux enfants sont attaqués par un Drago (une des créatures pacifiques qui peuplent la montagne d’Oriandre) devenu fou à cause des expériences de l’Armée des Masqueporcs, et la mère se sacrifie pour permettre à Claus et à Lucas de fuir. En apprenant la nouvelle de la mort de sa femme, Flint est pris d'un accès de folie et doit être arrêté puis placé en prison après avoir assommé deux villageois (Aurel et Abbé) qui s'en remettront rapidement. Pendant ce temps, Claus part seul dans la montagne pour retrouver le Drago qui a tué sa mère afin de se venger, mais quand Flint et Alec partent à sa recherche, ils ne découvrent qu'une chaussure que portait le jeune garçon…
L’aventure prend place sur huit chapitres qui permettent au joueur de vivre les événements sous divers points de vue, bien qu’à partir du quatrième Lucas apparaît comme le véritable héros de l’histoire et que le périple adopte une linéarité chronologique.
De manière générale, Mother 3 accorde une bien plus grande importance à l’émotion et à la veine pathétique que ses prédécesseurs, malgré un humour toujours omniprésent et un côté décalé qui en fait un RPG très original. Le slogan du jeu est d’ailleurs le suivant : « Strange, funny and heartrending. » (ce qui pourrait à peu près se traduire par « Étrange, drôle et poignant. »).

## Personnages

### Personnages principaux
Lucas: Personnage principal de Mother 3 (à partir du chapitre 4), il s'agit d'un jeune garçon originaire du village de Tazmily. Il est le frère de Claus et le fils d'Hinawa et de Flint. D'un naturel peureux et considéré par les habitants de Tazmily comme un pleurnichard. Au début du jeu, il ne s'est jamais remis de la mort de sa mère et de la disparition de son frère Claus, il finit cependant par se reprendre pour sauver son village de la menace de l'armée des Masqueporcs. Lucas est un utilisateur du PSI, étant un important personnage de soutien, il peut restaurer les points de vie et renforcer les stats de ses coéquipiers et aussi créer des boucliers de protections. Il est également l'un des rares utilisateurs du PK Love, une puissante capacité que lui a transmis les Magypsy, qui sera un point central du jeu.
Claus: Claus est le fils d'Hinawa et de Flint ainsi que le frère jumeau de Lucas. D'un naturel bien plus téméraire que son frère, il est même considéré comme un fauteur de troubles au sein du village. À la mort de sa mère Hinawa par un Drago agressif, il décide alors, sans en avertir son père, de partir à la recherche du Drago pour se venger, mais finira lui aussi par disparaitre, ce qui conduira son père à mener une quête dans les montagnes pendant 3 ans afin de le retrouver.
Flint Personnage principal du chapitre 1, il est l'époux d'Hinawa et le père des jumeaux Lucas et Claus. Berger vivant en marge du village de Tazmily, il est considéré comme l'un des hommes les plus courageux du village. Après avoir lutté contre le terrible incendie et les premières chimères créées par l'armée des Masqueporcs, il perd sa femme tuée par un Drago. Fou de douleur, il finit par perdre la tête et sera emprisonné. Une fois sorti, il apprendra que son fils Claus a disparu. Brisé, il entamera une quête pour le retrouver.
Kumatora: Seul personnage féminin de l'équipe, il s'agit de la Princesse du château d'Osohé. Personnage un peu garçon manqué et d'un naturel très affirmé, elle est élevée par les Magypsy qui lui enseignent la maitrise du PSI. Sa quête l'amène à récupérer l'Oeuf de Lumière, une relique sacrée du château d'Osohé dont elle parviendra à mettre la main avec l'aide de Duster et Wess, avant d'être séparée d'eux. 3 ans plus tard, elle deviendra une serveuse du nom de Violet au club Titiboo et finit par retrouver la trace de Duster. Ne pouvant rester les bras croisés face à la menace de l'armée des Masqueporcs, elle finit par rejoindre définitivement Lucas. Kumatora est une utilisatrice du PSI, mais cette fois-ci offensif. Elle peut ainsi lancer de puissantes attaques PSI ainsi que d'infliger des altérations de statut et de baisser les stats de ses adversaires.
Duster: Habitant du village de Tazmily et fils de Wess, il fait partie d'une longue lignée de Voleurs. D'un naturel nonchalant et constamment rabroué par son père qui le traite souvent d'imbécile, il est connu pour boiter à la suite d'un accident causé à sa jambe gauche. Il aidera les habitants du village de Tazmily à contrer l'incendie du premier chapitre, puis deviendra au chapitre 2 l'un des personnages principaux. Sous les ordres de son père Wess, il doit trouver une relique sacrée au château d'Osohé, l’œuf de Lumière, ce qu'il finira par faire aux côtés de son père et de Kumatora avant l'armée des Masqueporcs avant de disparaitre avec la relique, ce qui lui vaudra d'être véritablement considéré comme un criminel au village de Tazmily (il est également accusé d'avoir volé l'un des biens d'un des habitants de Tazmily). 3 ans plus tard, étant devenu amnésique, il est devenu contrebassiste pour le groupe DCMC sous le nom de Lucky et finira par rejoindre Lucas et ses amis à la fin du chapitre 4. Duster n'est pas un utilisateur de PSI, mais il s'agit du personnage avec la plus grande force de frappe. Il dispose également des Outils du Voleur, qui lui permettent de pouvoir infliger différents statuts et de baisser les stats de ses adversaires.
Boney: Chien de la famille de Lucas, il est particulièrement fidèle envers ses maîtres et deviendra l'un des personnages principaux du jeu. Tout d'abord soutien de Flint dans le premier chapitre, il deviendra dès le chapitre 4 le premier personnage de soutien de Lucas jusqu'à la fin. Comme Duster, Boney n'est pas un utilisateur de PSI, mais il compense tout cela par son incroyable vitesse, lui donnant la priorité sur quasiment tout ses adversaires. Il est également capable d'utiliser un tire-bouclier pour effacer les Boucliers. Son odorat très développé lui permet également de détecter les points faibles de ses adversaires.

### Antagonistes
Porky Minch: Déjà antagoniste central dans Earthbound, il est cette fois-ci l'antagoniste principal du jeu et il est le fondateur et roi de l'armée des Masqueporcs. Auparavant un garçon détestable, il finit par être le bras droit de Giygas. À sa destruction, il hérite de ses pouvoirs et de sa technologie. Ses multiples voyages dans le temps et l'espace le rendront immortel, mais il finira par rester bloqué dans son corps d'enfant qui se désagrège, ne pouvant à peine bouger et devenu vieux et frêle. L'un de ses voyages l'amène sur les îles Nullepart, où il décide de s'amuser avec ses habitants. Expérimentation sur les animaux, destructions, corruption de la population, industrialisation forcée, il finit par transformer l'île en son terrain de jeu, jusqu'à la construction de New Pork City, une ville flottante totalement corrompue jusqu'à l'os.
Homme Masqué: Un mystérieux individu qui apparait à la fin du chapitre 5. Il s'agit du commandant en chef de l'armée des Masqueporcs. Il est une chimère humaine créée par le roi Porky afin de retirer les aiguilles permettant au Dragon sommeillant sur l'île de se réveiller et de détruire toute forme de vie. Ce mystérieux personnage ne dit pas un mot et ne laisse transparaître aucune émotion. Il est l'un des rares utilisateurs du PSI Love avec Lucas, ce qui signifie qu'il existe un lien particulier entre lui et le jeune garçon. 
Fassad: Ancien Magypsy connu sous le nom de Locrie, il finit par être corrompu par Porky et devient l'un des membres les plus hauts gradés de l'armée des Masqueporcs. D'un naturel cruel, manipulateur et colérique, il n'hésite pas à malmener ses troupes. Grand glouton, il se goinfre constamment de Banane. Il est celui qui commence à corrompre les villageois de Tazmily en les rendant égoïstes, malhonnêtes et dépendant à la technologie. Il n'hésite également pas à faire des abus sur Salsa, un singe capturé par les Masqueporcs en le frappant, l’électrocutant avec un collier électrique et le réduisant en esclavage. Au fur et à mesure, il devient l'un des plus sérieux adversaires de Lucas et sa bande. 

### Personnages secondaires
Hinawa: C'est la femme de Flint, la fille d'Alec et la mère de Lucas et Claus, il s'agit d'une personne douce et bienveillante, adorée de tous les habitants de Tazmily. Elle perdra tragiquement la vie, tuée par un Drago modifié et hors de contrôle, en sauvant ses deux enfants et sera l'une des premières victimes des transformations créées par Porky.
Alec: Père d'Hinawa et grand-père de Lucas et Claus, il vit dans les montagnes avoisinantes. Il perdra tragiquement sa fille à cause d'un Drago modifié, et finira avec Flint par le vaincre en recherchant Claus. Constatant avec horreur les transformations de Tazmily et refusant la technologie, il est dès lors considéré comme un paria et enfermé dans une maison de retraite moisie sous la surveillance des Masqueporcs.
Wess: Père de Duster, il est à la tête du clan des Voleurs. Vieil homme plutôt colérique, il rabroue constamment son fils et le considère comme un imbécile. Mais sous ses airs de voleur bougon, c'est un homme qui se soucie profondément du village. Tout comme Alec, refusant les transformations du village, il est considéré comme un paria. 
Salsa et Samba: Il s'agit d'un couple de petits singes. Samba, la femelle, est retenue en otage par les Masqueporcs car ils devront servir d'animaux pour de futures expérimentations. Salsa, le mâle, est alors mis en esclavage par Fassad qui lui fait subir des abus fréquents. Finalement, il est sauvé par Kumatora et Wess. 3 ans plus tard, les singes sont réunis et de nouveau captifs dans le Laboratoire Chimérique. 
Magypsy: Les Magypsy sont une tribu millénaire des îles Nullepart. Ils sont les gardiens des 7 aiguilles qui maintiennent le dragon en état de sommeil et détenteur du savoir PSI. Ils ont élevé Kumatora et ce seront eux qui transmettront à Lucas le savoir de ses pouvoirs PSI.
DCMC: DCMC (pour Desperado Crush Mambo Combo) est un groupe de musique fondé trois ans après l'industrialisation du village de Tazmily. Groupe ultra-populaire auprès de la population et de l'armée des Masqueporcs, ils sont utilisés par Porky afin de laver le cerveau de gens et de faire ainsi passer ses messages. Ses membres sont OJ (le saxophoniste), Magic (le guitariste), Baccio (le batteur), Shimmy Zmizz (le pianiste) et enfin Lucky (le bassiste qui se révèlera être Duster devenu amnésique). Le nom du groupe semble être une référence au groupe de rock AC/DC. 
Dr Andonuts: Déjà présent dans Earthbound, il effectue son retour dans le jeu. Brillant scientifique, il est capturé par Porky à l'issue de ses voyages dans le temps et le contraint à être à la tête de son projet de laboratoire Chimérique. Écœuré par ce qu'il est obligé de faire, il finit à la suite de l'intervention de Lucas et Boney à quitter son poste et ne plus collaborer avec Porky.

## Système de jeu
Le système de jeu de Mother 3 ressemble beaucoup à celui des deux autres épisodes, malgré des différences notables.
Le système de combat reprend ainsi les grandes lignes de celui d’EarthBound, le décor de fond étant remplacé par un graphisme psychédélique mouvant. Chaque personnage dispose de la possibilité d’attaquer, de se défendre, de lancer un sort PSI pour certains d’entre eux (Lucas, Kumatora), d’utiliser un objet ou une faculté spéciale qui ne nécessite pas de points de magie. L’originalité de cet épisode concerne les attaques : en effet, en appuyant sur A dans le rythme du thème musical correspondant à l’ennemi affronté, il est possible d’enchaîner les coups dans un seul combo, pour un maximum de 16 coups en un seul tour. Chaque coup porté par votre personnage sera l’occasion d’un son différent joué par l’instrument correspondant au personnage.
Comme dans EarthBound, un coup fatal asséné à l’un des personnages de votre équipe ne l’est pas tant que les points de vie de celui-ci (représentés sur une roulette à trois barres) ne sont pas descendus jusqu’à zéro : concrètement, en se soignant vite ou en éliminant rapidement l’adversaire alors que vos HP descendent progressivement, vous n’êtes pas nécessairement condamné à mourir. La nouveauté réside dans le fait que cette roulette descend moins rapidement que dans EarthBound, mais que les coups adverses sont plus puissants : un élément stratégique à prendre en compte.
Enfin, il est également toujours possible d’attaquer l’ennemi par surprise en arrivant par derrière (l’inverse étant également valable), avec en prime la possibilité de voir l’ennemi de dos durant le combat, élément absent d’EarthBound.
Une autre nouveauté est la possibilité de courir. En mode course, le joueur peut défoncer des portes coincées ou accomplir d’autres actions du même ordre.
Pour les sauvegardes et le retrait d’argent (les DP), il faut passer par les grenouilles qui abondent dans le jeu, et qui remplacent les téléphones et bornes ATM du deuxième épisode.
Le menu principal est plus esthétique que dans EarthBound, avec des icônes pour chaque objet. Par contre, le nombre d’objets que peuvent porter les personnages est de nouveau limité.

## Développement
Initialement prévu pour voir le jour sur Nintendo 64 (le développement a été annoncé dès 1996), les premières images tombent en 1997 et la date de fin 1998 est avancée pour la sortie du jeu. Le projet prend du retard, est finalement reporté sur 64DD, puis de nouveau annoncé sur cartouche… En août 2000, il est définitivement annulé à 60 % de son développement. En 2003, à l’occasion de la sortie de la compilation Mother 1+2 sur Game Boy Advance, Mother 3 est de nouveau annoncé, mais cette fois-ci sur Game Boy Advance.
En novembre 2005, Nintendo dévoile une date de sortie : printemps 2006. Le 20 avril, après que Shigesato Itoi a diffusé au compte-gouttes et sur son blog quelques informations sur son titre phare au fil des jours précédents, le jeu est finalement disponible sur les étals nippons. À noter qu’entre l’annonce de sa sortie officielle et celle-ci, le jeu a presque systématiquement figuré dans le top 10 des « Most Wanted Games » (« Jeux les plus attendus ») du magazine Famitsu, et qu’il était même en tête de cette liste pendant les cinq dernières semaines d’attente.

## Accueil
- Eurogamer : 7/10[2]
- Jeuxvideo.com :18/20 [3]